# Jorge Lama
Jorge Lama Jones (Callao, Perú; 12 de mayo de 1932 - 17 de diciembre de 2014) fue un futbolista peruano que se desempeñó como delantero, jugando en clubes del Callao, Lima y tuvo una temporada en Colombia.

## Trayectoria
Se inició en Club Carlos Concha del Callao, para luego pasar al Club Atlético Chalaco, Sport Boys Association y al Club Sporting Cristal en la década del 50.
Viajó a Colombia para jugar en el Club Deportivo Cali de Colombia y finalizó su carrera en el Club Atlético Chalaco.

## Clubes
| Club                   | País     | Año         |
| ---------------------- | -------- | ----------- |
| Club Carlos Concha     | Perú     | 1950 - 1952 |
| Club Atlético Chalaco  | Perú     | 1953 - 1954 |
| Sport Boys Association | Perú     | 1955 - 1957 |
| Club Sporting Cristal  | Perú     | 1958 - 1960 |
| Deportivo Cali         | Colombia | 1961        |
| Club Atlético Chalaco  | Perú     | 1962        |

## Selección Peruana
| Torneo                                 | Sede   | Resultado |
| -------------------------------------- | ------ | --------- |
| Campeonato Panamericano de Fútbol 1956 | México | Cuarto    |